# Народна републиканска армија
Народна републиканска армија (шп. Ejército Popular de la República) је била регуларна копнена војска Друге шпанске републике. Формирана је од нерегуларних локалних милиција убрзо након почетка Шпанског грађанског рата у јулу 1936. године.

## Порекло
Од октобра 1936. године, републиканска влада започела је са реорганизацијом властите војске, укључивањем у њу претежно оних кадрова милиције који су остали верни Републици, односно нису прешли на страну генерала Франсиска Франка. Побуна делова Шпанске армије, који су се сврстали уз Франка 17. јула, разбила је организациону структуру Шпанске армије.
Захваљујући помоћи Хитлерове Немачке и Мусолинијеве Италије, Франкови побуњеници су у августу 1936. успели да разбију републиканску блокаду Гибралтара и по први пут се пребацили на шпанско копно. Напредовање Франкове Афричке армије узрковоало је кризу владе Републике. Формирана је коалициона влада састављена од свих демократских снага. Франсиско Ларго Кабаљеро, нови премијер Републике, преузео је задаћу одбране Републике и формирао тзв. Владу победе.

## Историјат

### Формирање Армије
Први потез Владе победе било је формирање Регуларне армије, односно Народне републиканске армије, која се састојала од јединица Народног фронта, те јединица синдикалних организација ЦНТ-а и УГТ-а. Влада је 16. октобра 1936. године објавила формирање Армије и регрутацију. Истог дана формиран је и Комесаријат за рат. Улога политичких комесара била је дизање морала међу војницима. После тога је првих шест бригада Армије формирано 18. октобра. Такође су организоване и Једанаеста и Дванаеста интернационална бригада, састављене од добровољаца из целог света, спремних да помогну у одбрани Републике.
Од 30. октобра започела је регрутација свих мушкараца између 20 и 45 година старости. На бојишници су била присутна и деца од 16 година старости, припадници Уједињене социјалистичке омладине. Убрзо је Републиканској армији стигла и пошиљка првих тенкова од стране Совјетског Савеза.
У почецима након формирања Републиканске армије, она још увек није била у потпуности састављена од професионалних кадрова. У неким батаљонима, попут фризерског или железничарског, било је људи који су по први пут имали оружје у рукама.

### У току грађанског рата
Током првих борби до краја 1936. године, војници још увек нису били у целости опремљени униформама и оружјем. Тек је 1937. завршена реорганизација Републиканске армије груписањем војних јединица у веће формације попут Антифашистичке милиције радника и сељака, милиције Уједињене социјалистичке омладине, Пете регименте (комуниста и анархиста) и осталих.
У бици на Ебру, Републиканска армија доживела је свој организациони максимум. После тога је заповедник Хуан Негрин наредио повлачење Интернационалних бригада, а Франко зауставио напредовање Армије Ебро. До марта 1939. године, преостале снаге Републиканске армије положиле су оружје пред Франковом војском. Многи припадници Републиканске армије су након тога ухапшени и стрељани. Групе остатака Републиканске армије, које се нису предале, још су неко време пружале отпор у планинама око Толеда и по Пиринејима.